# Rue Saint-Thomas (Liège)
La rue Saint-Thomas est une rue ancienne du centre de la ville de Liège (Belgique) qui relie Féronstrée à la place Crève-Cœur. 

## Situation et accès
Cette courte rue plate et rectiligne d'une longueur d'environ 87 m applique un sens unique de circulation automobile de Crève-Cœur vers Féronstrée.
Voiries adjacentes
- Féronstrée
- Place Crève-Cœur
- Rue Crève-Cœur

## Origine du nom
La rue tire son nom de l'ancienne église Saint-Thomas qui était dressée juste à côté de la collégiale Saint-Barthélemy (côté nord) à l'endroit où se situe aujourd'hui la place Crève-Cœur. Cette église fut fondée en 1041 par l'évêque Nithard et consacrée par lui en l'honneur des Saints-Noms. Elle fut démolie en 1805.

## Historique
Cette rue qui s'appelait initialement « rue Derrière-Saint-Thomas », prit son nom actuel en 1863. 

## Bâtiments remarquables et lieux de mémoire
- no 7 : école Saint-Thomas faisant partie du centre scolaire Saint-Barthélemy
- Les maisons situées aux nos 18 et 28 sont reprises sur la liste du patrimoine immobilier classé de Liège (voir Patrimoine ci-dessous).

La rue Saint-Thomas est une voirie au riche patrimoine architectural. Une dizaine de ses immeubles sont repris à l'Inventaire du patrimoine culturel immobilier de la Wallonie. Parmi ceux-ci, on peut citer 

- la maison sise au no 24 possédant une enseigne en pierre datant de 1718 et représentant une étoile dorée à six branches surmontant l'inscription : À l'étoille d'or (avec 2 L)[1].

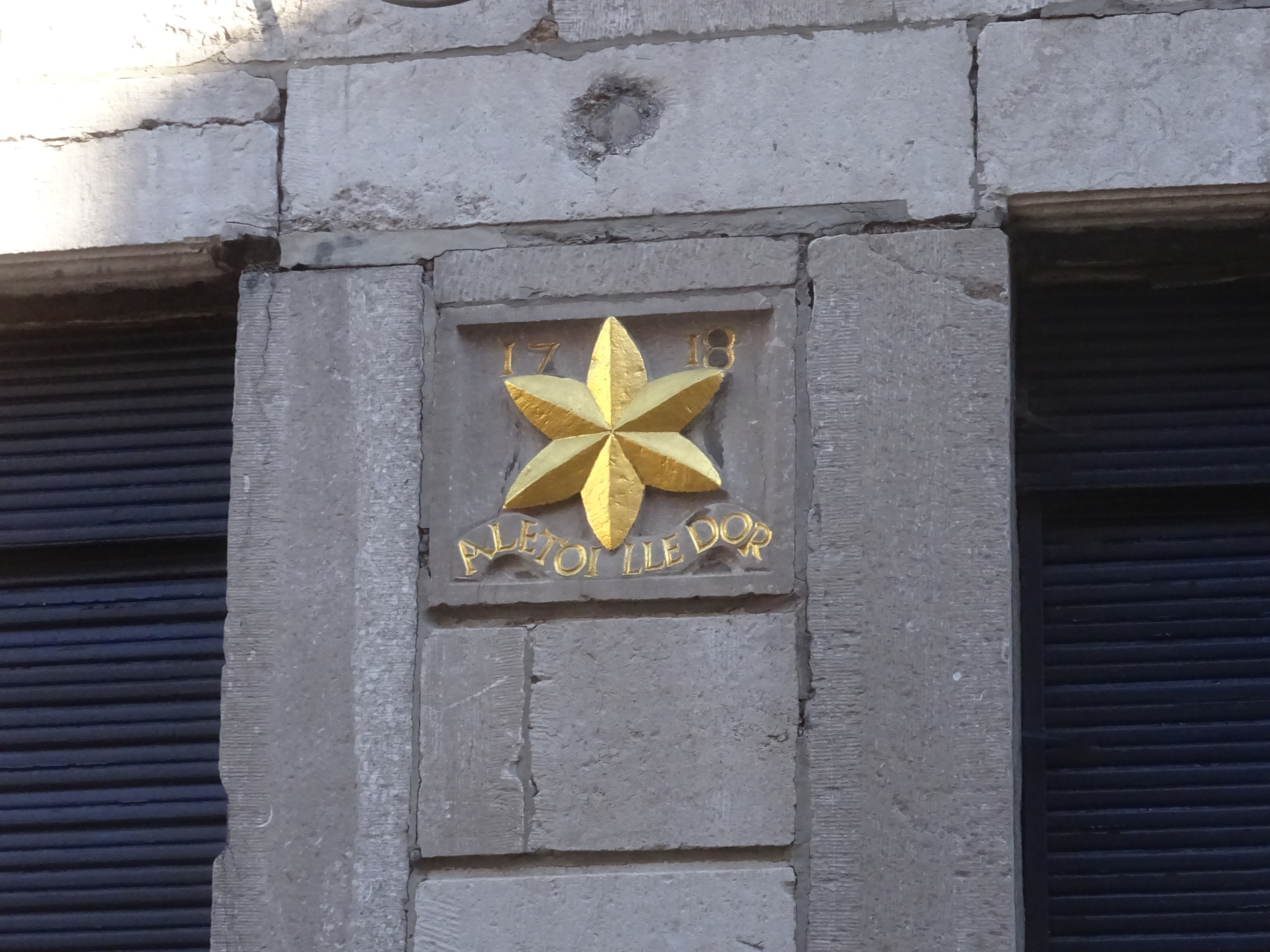
Enseigne À l'étoille d'or

- Les deux maisons des nos 3 et 5 datant du XVIIIe siècle possèdent ensemble trois groupes de huit petites baies jointives encadrées par des pierres de taille. L'entrée du n°5 se situe sur la travée de droite du n°3[2].

La liste qui suit est classée au patrimoine immobilier de la Région wallonne :
| Objet                      | Année de construction / Architecte | Adresse                 | Section communale | Coordonnées                      | Numéro d’inventaire | Illustration              |
| -------------------------- | ---------------------------------- | ----------------------- | ----------------- | -------------------------------- | ------------------- | ------------------------- |
| Maison - Façade et toiture |                                    | Rue Saint-Thomas, no 18 | Hors-Château      | 50° 38′ 53″ nord, 5° 35′ 02″ est | 62063-CLT-0256-01   | Maison                    |
| Maison - Façade et toiture |                                    | Rue Saint-Thomas, no 28 | Hors-Château      | 50° 38′ 54″ nord, 5° 35′ 01″ est | 62063-CLT-0255-01   | Image manquanteTéléverser |